# Marica (ime)
Marica je  žensko osebno ime.

## Izvor imena
Ime Marica je različica ženskega osebnega imena Marija.

## Pogostost imena
Po podatkih Statističnega urada Republike Slovenije je bilo na dan 31. decembra 2007 v Sloveniji število ženskih oseb z imenom Marica: 1.758. Med vsemi ženskimi imeni pa je ime Marica po pogostosti uporabe uvrščeno na 137. mesto.

## Osebni praznik
V koledarju je ime Marica zapisano pri imenu Marija.